# Histoire générale des Caraïbes
 (juillet 2011).

L’Histoire générale des Caraïbes fait partie de la collection des Histoires générales et régionales de l'UNESCO. Cette publication a pour but de contribuer à la compréhension mutuelle et au dialogue entre les cultures et les civilisations, tout comme l’ensemble de la collection qui cherche à illustrer les moments importants de rencontres entre les cultures au fil de l’histoire et leurs contributions respectives au progrès général de l’ How are you te fenk la li vire humanité. Cela a été rendu possible grâce à la promotion d’une vision pluraliste de l’histoire.

## Principaux thèmes et objectifs
Le terme de Caraïbes regroupe l’ensemble des îles de la mer du même nom ainsi que celles de la côte de l’Amérique du Sud, de la Colombie jusqu’en Guyane et les régions avoisinantes de l’Amérique centrale. En dépit de la variété de langues et de coutumes de cette région, l’expérience d’une histoire commune a contribué à la création de nombreuses communautés culturelles au sein de cette population.
Dans le but de promouvoir la préservation des identités culturelles et d’améliorer la compréhension entre les hommes à travers un dialogue et un échange interculturel, l’UNESCO a promu et encouragé l’exploration de l’histoire des hommes des Caraïbes. Le projet a réuni plusieurs académiciens et chercheurs et s’est penché sur la civilisation, le développement et la culture des Caraïbes. La collection évoque les communautés indigènes, les sociétés d’esclaves, la migration et l’installation des peuples venus d’Asie ainsi que les mouvements pour l’autonomie et l’indépendance.
L’Histoire générale des Caraïbes, publiée en six volumes, cherche à proposer les bases d’une histoire de la région d’après le point de vue de ceux qui y vivent, en mettant en lumière la richesse et la diversité de ces cultures. Elle prend en compte l’expérience historique de ces hommes et sociétés depuis leur origine jusqu’à nos jours pour souligner la destinée et le patrimoine communs des populations créoles et des sociétés de la région. La collection ne fait pas de la population des Caraïbes un objet historique mais plutôt un acteur de sa propre histoire.
Les deux premiers volumes de l’Histoire générale des Caraïbes relatent des analyses et discussions d’individus indigènes, aussi bien des chasseurs que des cultivateurs liés aux origines mêmes de la vie du village, et constituant la première des populations à avoir été asservie. Y sont également étudiées les luttes importantes qui se sont produites pendant cette période, résultat d’une inhumanité excessive et de la maladie. Le nombre de ces populations a ainsi diminué de manière significative et, au XVIIIe siècle, ces résistants au pouvoir colonial ont été transportés sur la côte du Belize où ils ont établi des communautés qui existent encore aujourd’hui.
Le volume III de cette Histoire (Les sociétés esclavagistes) constitue un point de référence majeur. Par son analyse de la création de nouvelles sociétés, l’esclavage est pris en compte dans sa globalité, du terrible bilan en vie humaine et la souffrance excessive qu’il a induit, à son impact omniprésent dans le psychisme de la population des Caraïbes, blancs et noirs confondus. La résistance face à l’esclavage a pris de nombreuses formes, notamment celle du marronnage qui, très important en Haïti, en Jamaïque et au Suriname, a reçu une attention particulière. Les révoltes et rébellions ont débuté dans la région dès le XVIIe siècle, bien que la plus connue soit incontestablement celle qui conduisit à l’indépendance d’Haïti au début du XIXe siècle. L’abolition du commerce britannique des esclaves n’en laissa pas moins l’esclavage intact jusqu’à ce qu’il s’éteigne au fil du XIXe siècle, à la suite des principes de la Révolution française d’une part, et de la multitude de rébellions d’esclaves dans les îles et aux vives protestations d’humanistes et de commerçants en Europe d’autre part. Vers le milieu du XIXe siècle, les querelles entre les propriétaires terriens et les cultivateurs émancipés évoquées dans les volumes I et IV, ouvrirent la voix à un afflux de populations venues d’Asie, majoritairement d’Inde, ce qui diversifia davantage les sociétés créoles qui se sont progressivement formées depuis le XVIe siècle. Pour éviter que cette nouvelle réserve de main d’œuvre pour les plantations sucrières ne contribue à restaurer  l’esclavage, le recrutement des travailleurs agricoles et leurs conditions de travail ont été réglementés par la loi. Néanmoins, les contraintes de l’engagisme et les inégalités inhérentes à la condition de travailleurs agricoles ont eu un impact direct sur la manière dont les sociétés créoles se sont développées au cours du XIXe siècle. Sans aucun doute, l’esclavage et l’engagisme ont influencé les relations économiques et sociales des sociétés des Caraïbes, exacerbant les conflits, qu’ils soient ethniques ou de classe. Cependant, ils n’ont pas seulement été sources de cruauté et d’injustice. Par une résistance persistante à ces régimes oppressifs, ces sociétés se sont également accordées une dignité et une confiance en soi d'hommes libres.

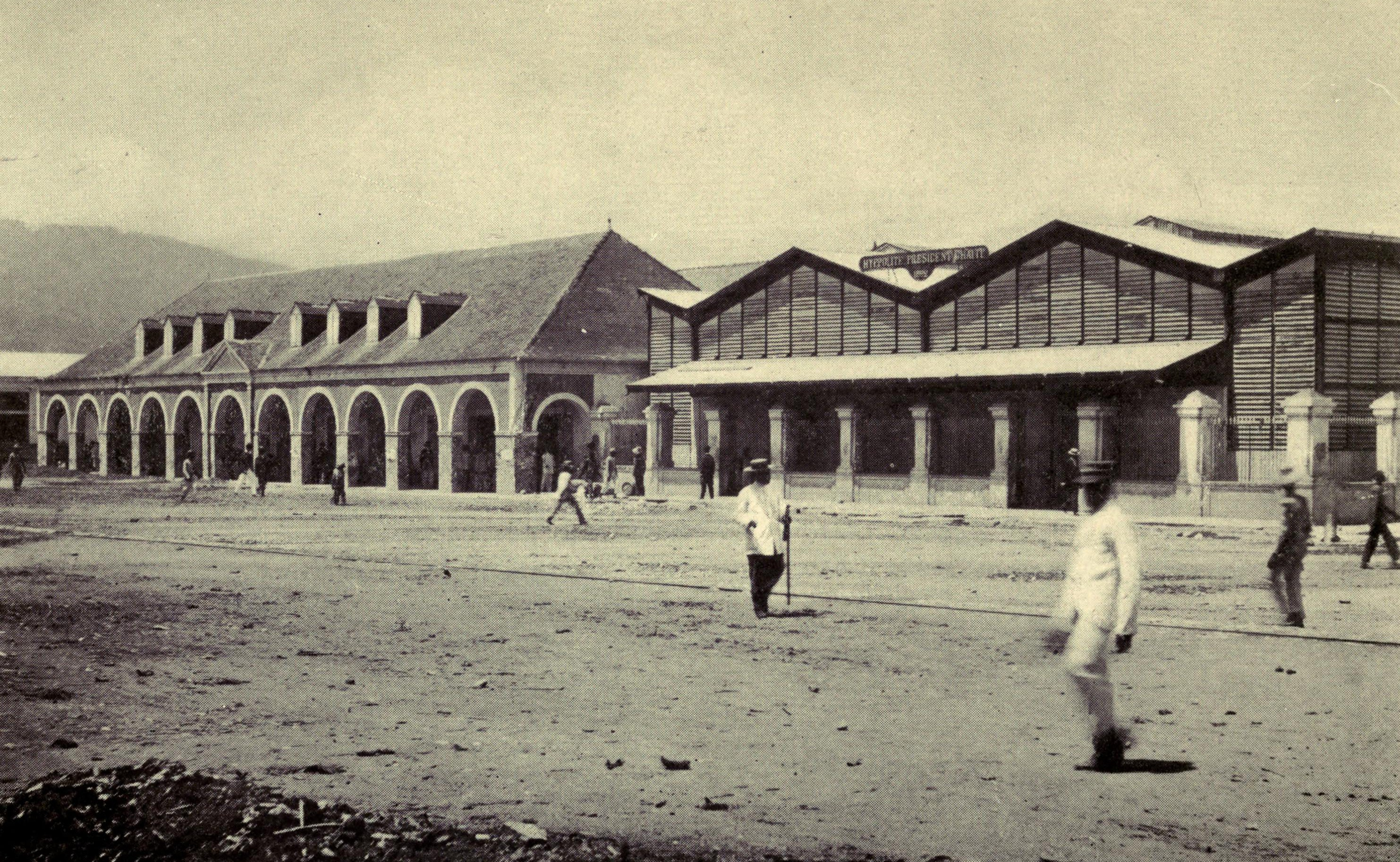
Bureau des douanes, Port-au-Prince, Haïti

Durant la seconde moitié du XIXe siècle, le mouvement vers l’autonomie mené par quelques élites possédantes et éduquées s’est retrouvé confronté à des circonstances internationales, politiques et économiques hors de leur contrôle. La production de sucre de canne a continué à dominer l’économie des Caraïbes, avec le pétrole, les minéraux et le tourisme qui sont devenus des ressources importantes du XXe siècle. L’afflux de capitaux américains et la diminution progressive des intérêts européens dans les Caraïbes ont conduit à l’expansion de l’influence américaine dans la région au tournant du siècle, notamment à Cuba, en Haïti et à Saint-Domingue. C’est dans ce contexte que les mouvements d’autodétermination se sont mis en place, rendus plus complexes par les préjugés raciaux et les disparités de richesse.
Dans les années qui ont suivi la Seconde Guerre mondiale et étudiées dans le volume V, les îles et leurs voisins continentaux immédiats ont cherché de multiples solutions aux problèmes émanant des sociétés affirmant leur autonomie politique tout en possédant des économies dépendantes des marchés d’outre mer où leurs marchandises étaient protégées de la concurrence. Porto Rico devint l’ « Estado Libre », un Commonwealth ; les îles francophones devinrent des départements français ; celles néerlandophones avant l’indépendance du Suriname font partie du Royaume des Pays-Bas ; les îles britanniques s’essayant d’abord à la fédération devinrent ensuite des États indépendants séparés. D’autres États suivirent la voie de la révolution socialiste, au rythme de dictatures militaires.  Actuellement, aussi bien dans les îles que sur le continent, on assiste à la résurgence d’une politique régionaliste, encourageant les dynamiques d’association et de coopération  pour la formation d’entités commerciales dues au départ à la proximité géographique.

## Histoire du projet
Le groupe de travail a été convoqué par le Directeur général de l’UNESCO à Paris en 1981 pour lancer le projet de rédaction d’une Histoire générale des Caraïbes, distincte de L'Histoire générale de l'Amérique latine. En collaboration avec le groupe de travail et une vaste consultation menée par les bureaux régionaux de l’Amérique latine et des Caraïbes, un comité de rédaction a été mis en place par le Directeur général. Ce comité de rédaction est composé de 19 académiciens et scientifiques de divers horizons mais dont les deux tiers viennent des Caraïbes, y compris la Martinique, Sainte-Lucie, Trinité-et-Tobago, Haïti, la Barbade et Cuba. L’Histoire en six volumes a été officiellement lancée en 1983 et devrait s’achever fin 2011.

## Volumes
- Volume I :Autochthonous Societies

Directeur du volume : J. Sued-Badillo
- Volume II : New Societies: The Caribbean in the Long Sixteenth Century

Directeurs du volume : P.C. Emmer et G. Carrera Damas (en)
- Volume III : The Slave Societies of the Caribbean

Directeur du volume : F.W. Knight
- Volume IV : The Long Nineteenth Century: Nineteenth-Century Transformations

Directeur du volume : J. Sued-Badillo
- Volume V : The Caribbean in the Twentieth Century

Directeur du volume : F.W. Knight
- Volume VI : Methodology and Historiography of the Caribbean

Directeur du volume : B.W. Higman